# Натан Саліба
Натан Саліба (англ. Nathan-Dylan Saliba, нар. 7 лютого 2004, Лонгуей) — канадський футболіст, півзахисник клубу «Монреаль Імпакт» та національної збірної Канади.
Виступав також за клуб «Монреаль Імпакт».

## Клубна кар'єра
Народився 7 лютого 2004 року в місті Лонгуей. Вихованець юнацьких команд футбольних клубів CS Loungueil та «Монреаль Імпакт».
У дорослому футболі дебютував 2020 року виступами за команду «Монреаль Імпакт», кольори якої захищає й донині.
27 липня 2025 року в поєдинку проти «Вестерло» дебютував у бельгійській Про-лізі, відзначившись своїм першим м'ячем за клуб.

## Виступи за збірну
У 2024 році дебютував в офіційних матчах у складі національної збірної Канади.
| Дата       | Місто       | Господарі | Результат | Гості   | Турнір           | Голи | Примітки |
| ---------- | ----------- | --------- | --------- | ------- | ---------------- | ---- | -------- |
| 7-9-2024   | Канзас-Сіті | США       | 1 – 2     | Канада  | товариський матч | -    | 90+4'    |
| 15-10-2024 | Торонто     | Канада    | 2 – 1     | Панама  | товариський матч | -    | 79'      |
| 7-6-2025   | Торонто     | Канада    | 4 – 2     | Україна | товариський матч | -    |          |
| Усього     |             | Матчів    | 3         |         | Голів            | 0    |          |